# Xavier Valdez
Xavier William Valdez Derrig (Harlem, Estados Unidos; 23 de noviembre de 2003) es un futbolista estadounidense-dominicano. Juega de portero y su equipo actual es el Nashville SC de la Major League Soccer. Es internacional absoluto por la selección de República Dominicana desde 2023.

## Trayectoria
Valdez nació en los Estados Unidos, de padre dominicano y madre estadounidense. Se formó en las inferiores del Manhattan SC y el Shattuck-Saint Mary's de su natal Nueva York. En 2020, entró a las inferiores del Houston Dynamo, y en 2022 fue promovido al segundo equipo de la MLS Next Pro.

## Selección nacional
Debutó en la selección de República Dominicana el 17 de junio de 2023 ante Chile en un amistoso.
Disputó los Juegos Olímpicos de París 2024 con la selección sub-23 de República Dominicana, bajo la dirección de Ibai Gómez.

### Participaciones en Juegos Olímpicos
| Juegos Olímpicos               | Sede    | Resultado      | Partidos | Goles |
| ------------------------------ | ------- | -------------- | -------- | ----- |
| Juegos Olímpicos de París 2024 | Francia | Fase de grupos | 2        | 0     |

## Clubes
| Club             | País           | Año           |
| ---------------- | -------------- | ------------- |
| Houston Dynamo 2 | Estados Unidos | 2022-2024     |
| Houston Dynamo   | Estados Unidos | 2022-2024     |
| Nashville SC     | Estados Unidos | 2025-presente |